# Zimmerholz

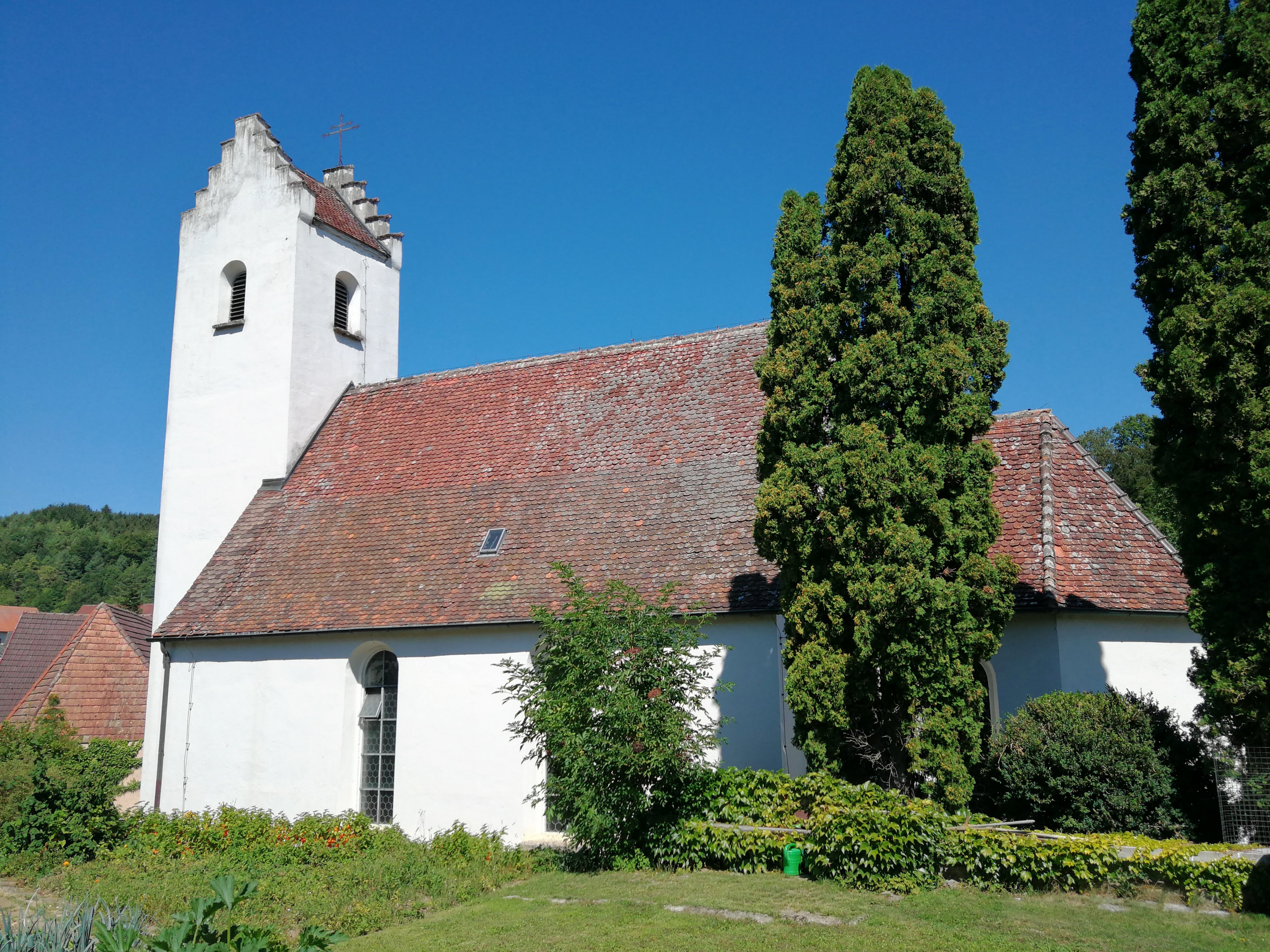
Dorfkirche St. Ulrich

Zimmerholz ist ein Stadtteil von Engen im baden-württembergischen Landkreis Konstanz. Der einst selbständige Ort wurde am 1. Januar 1975 nach Engen eingemeindet.

## Lage und Verkehrsanbindung
Zimmerholz liegt nordwestlich des Kernortes Engen an der Kreisstraße 6130. Nördlich und östlich verlaufen die Landesstraße 191 sowie die Bundesautobahn 81.
Unweit entfernt östlich liegt das Naturschutzgebiet Biezental-Kirnerberg (siehe Liste der Naturschutzgebiete im Landkreis Konstanz).